# باتريك إل. كيسلر
باتريك إل. كيسلر (بالإنجليزية: Patrick L. Kessler)‏ هو عسكري أمريكي، ولد في 17 مارس 1922 في ميدلتاون في الولايات المتحدة، وتوفي في 25 مايو 1944.